# Dominujący autorytaryzm
Dominujący autorytaryzm – w psychologii jednoczesne występowanie autorytaryzmu/prawicowego autorytaryzmu (RWA) i orientacji na dominację społeczną (ODS, SDO).
Pojęcie dominującego autorytaryzmu wprowadzone zostało piórem Altemeyera. Uczony ten spostrzegł, że badani osiągający wysokie wyniki w pomiarach autorytaryzmu często cechują się również wysokimi wynikami w badaniach orientacji na dominację społeczną. Orientacja na dominację i autorytaryzm czy prawicowy autorytaryzm to zupełnie odrębne konstrukty. ODS stworzono jako miarę stopnia pożądania przez jednostkę hierarchii w grupie, z preferencją dominacji i uprzedzeniami związanymi m.in. z płcią, różnicami etnicznymi, klasą społeczną. Z kolei RWA obejmuje połączenie cech autorytarnych i konserwatywnych, dokładniej autorytarnej agresji, autorytarnej uległości i konwencjonalizmu. SDO i RWA korelują co prawda ze sobą, ale nie jest to silna zależność. Osoby o wysokich wynikach w obu przypadkach określił mianem „dominujący autorytarianie” lub double high (podwójnie wysoki wynik). Oba te pojęcia stanowią pewne pochodne cech osobowości, na którą same nie oddziałują.
Wedle Altemeyera dominujący autorytarianie odznaczają występowaniem bardzo silnych uprzedzeń (i prawicowy autorytaryzm, i orientacja na dominację społeczną osobno stanowią predyktor ich występowania), agresywnymi dążeniami przywódczymi i makiawelistycznym podejściem do władzy. Przypisywał im pragnienie sprawowania nad innymi kontroli i zdominowania ich. Jako główną (a nawet jedyną) wyznawaną przez nich wartość uznał posłuszeństwo, pod warunkiem, że to inne osoby winne są posłuszeństwo dominującym autorytrianom, nie na odwrót. Za nieuniknione uznają konflikty, a odpowiedzialność za spór sytuują zazwyczaj po jednej tylko stronie. Wedle Altemeyera osoby takie łączą w sobie raczej negatywne niż pozytywne cechy autorytaryzmu i orientacji na dominację społeczną.
Wzajemne oddziaływanie autorytaryzmu i orientacji na dominację społeczną opisuje się modelem podwójnego procesu. Obydwie składowe dominującego autorytaryzmu sprzyjają bowiem pewnym cechom czy zachowaniom, ale każda na swój sposób, a ich wpływ sumuje się. Autorytaryzm sprzyja reprezentacji świata jako miejsca niebezpiecznego i zagrażającego, w szczególności zaś sprzyja takiemu wyobrażeniu o innych grupach. ODS natomiast sprzyja postrzeganiu świata jako pola walki i grup uznawanych za gorsze jako takich, które powinny się podporządkować.
Nieliczne osoby w populacji osiągają double high, pomimo czego doskonale widać je w życiu politycznym czy społecznym. Dają się dostrzec zwłaszcza jako przywódcy ruchów politycznych sytuowanych na skrajnej prawicy. Również od Altemeyera pochodzi pogląd, zgodnie z którym u przywódców grup zaznacza się ODS, autorytarnie podążający za nimi oznaczają się zaś wysokim autorytaryzmem. Połączenie dominującego przywódcy ze ślepo podporządkowanym wykonawcą prowadzić może do zachowań nagannych moralnie.
ODS i prawicowy autorytaryzm stanowiły na przykład predyktory poparcia George’a W. Busha i jego polityki względem Iraku, wiązały się też z przeświadczeniem o wspieraniu przez Saddama Husajna terroryzmu.